# Guido Vanzetti
Guido Vanzetti (Milano, 22 febbraio 1938 – Trevignano Romano, 23 dicembre 1994) è stato un fotografo, regista, grafico, pubblicitario, animatore e programmatore italiano.

## Biografia
Guido Vanzetti è stato uno di quei rari casi in cui si somma una preparazione di tipo tecnico/scientifico ad una esperienza estetica.

Non ancora ventenne, si trasferisce prima negli Stati Uniti, dove segue i corsi “Advanced Technology” all'RCA Institute di New York, e poi a Roma, dove segue i corsi di fisica dell'Università “La Sapienza”. Ma la fisica è un amore breve, sostituito presto da quello - appassionato - per la fotografia.

### Anni ‘60
Negli anni '60 la creatività di Guido Vanzetti si esprime attraverso le foto di attori e cantanti. Fotografa, tra gli altri, Luigi Tenco, Rita Pavone, Patty Pravo, Sergio Endrigo, Paola Pitagora, Lucia Bosè, Edvige Fenech, Donyale Luna.

Sono di questo periodo i manifesti realizzati per il Festival dei due Mondi di Spoleto, i servizi fotografici di moda (Vogue, Harper's Bazaar, ecc.), le copertine dei dischi, la pubblicità e le foto industriali.

Dietro la produzione corrente c'è sempre il pallino della tecnologia, il diavoletto della sperimentazione che accompagna i suoi lavori dai lontani anni di New York.
Ecco allora le prove di elaborazioni fotografiche con retini, solarizzazioni e con passaggi in fotomeccanica, fino alla messa a punto di un originale procedimento per la separazione dei toni con l'uso del colore: è il 1962 e il “Colorkey” della Ferrania 3M verrà solo qualche anno più tardi.

### Anni ‘70
In questo periodo prosegue la ricerca di procedimenti che possano abbinare le nuove tecnologie all'immagine.

Si dedica anche alla realizzazione di film didattici. Realizza insieme a Ferro Piludu “La Storia del Telefono”, un film con i bambini di una scuola elementare di Anagni, per spiegare cos'è il telefono.

Nella seconda metà degli anni settanta sono soprattutto le esperienze di multi visione ad appassionarlo: sperimentazioni con videoproiettori che sfociano nella realizzazione di una gigantesca multivisione con 27 schermi e 54 proiettori per la Rank Xerox presentata al Museo Nazionale della Scienza e della Tecnologia Leonardo da Vinci di Milano. Contemporaneamente tiene un corso di fotografia all'Istituto Europeo di Design, dove insegna fino ai primi anni '80.

Acquista negli Stati Uniti uno dei primissimi “Voice Synthesizer” che si diverte a “far parlare” nella trasmissione di Radio 3 “Speciale... Un certo discorso” di Rodolfo Roberti.

Segue una serie di sperimentazioni su pellicola fotografica per simulare le foto digitali dei calcolatori dell'epoca, le cosiddette foto a quadretti o pixellate.

### Anni ‘80

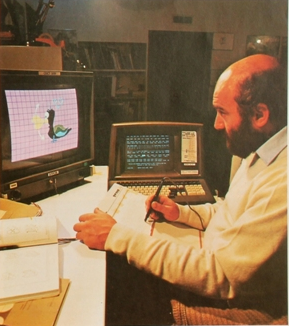
Guido Vanzetti al computer

All'inizio di questo periodo, insieme a Rodolfo Roberti e per conto della Hewlett-Packard, realizza con i bambini di una scuola elementare di Roma, “Uno oppure Zero”, filmato che insegna i principi su cui si basa la tecnologia dei calcolatori elettronici e dei moderni computer.

In questo decennio si dedica completamente ai computer, producendo animazioni e sigle e occupandosi anche della programmazione del software per la modellazione e animazione 3D e per la creazione di disegni intermedi nell'animazione 2D.

Nel 1981 anima le vignette disegnate da Giorgio Forattini per il lancio del quotidiano “La Repubblica”.

Nel 1984 insegna computer grafica a Cagliari al corso di Formazione Professionale della Regione Sardegna.

Con un calcolatore “Cromemco” e con il software da lui elaborato realizza, in collaborazione con Giuseppe Laganà, “Pixnocchio”, il primo cartone animato tridimensionale prodotto in Italia che simboleggia, per le sue modalità di realizzazione, l'anello di congiunzione tra la ripresa tradizionale e quella digitale. Seguono le prime sigle televisive per la RAI ("Made in Fiat", "Tribuna politica", "Discoring", ecc.), filmati didattici per la Comunità Europea, spot pubblicitari.

### Anni ‘90
Nei primi anni '90 si dedica alla realizzazione di cartoni: “Sasà" (su soggetto, sceneggiatura e disegni di Paolo Cardoni), presentato al “Forum Cartoon” di Lanzarote nel 1990  e “I Fantanonni” (su suo soggetto e sceneggiatura e con i disegni di Alessandra De Martini), presentato al "Forum Cartoon" di Inverness nel 1992.
Muore il 23 dicembre 1994 all'età di 56 anni.

## Tra i lavori
- Manifesti per il “Festival di Spoleto" (1961-1963)
- Manifesti per incontri di pugilato e di tennis
- Foto di moda per Vogue, Harper's Bazaar,... (1964-1972)
- Foto di attrici e cantanti (1962-1974)
- Foto industriali e pubblicitarie (1961-1978)
- Multivisione per la Rank Xerox (1978)
- “Uno oppure Zero”, film realizzato con Rodolfo Roberti e con i bambini di una scuola elementare su cosa è e come funziona un computer (1980)
- “Pixnocchio”, insieme a Giuseppe Laganà, primo cartone animato tridimensionale realizzato in Italia completamente al calcolatore (1981)
- “La storia del Telefono”, film realizzato con Ferro Piludu e con i bambini di una scuola elementare (1981)
- Animazioni per il lancio del quotidiano “La Repubblica”, insieme a Giorgio Forattini (1981)
- “Angelo Musco”,  cartone animato realizzato con Paolo Di Girolamo (1982)
- “Made in Fiat”, prima sigla televisiva tridimensionale realizzata in Italia (1982)
- “Tribuna Politica”, sigla televisiva in animazione 3D per la RAI (1985)
- “L'uomo che parlava ai cavalli”, sigla della serie di telefilm per RAI UNO
- “Il Signor 20 gradi”, cartone animato per la ditta Jacorossi
- "Discoring", sigla televisiva con i disegni di Pablo Echaurren per RAI UNO
- "Fiat Uno", spot televisivo con testi di Giorgio Forattini e disegni di Michel Fuzellier
- “Comunità Europea”, serie di filmati didattici completamente realizzati al calcolatore con Giuseppe Buonomo e Salvatore Visconti
- Sigla per i mondiali di calcio del 1990
- “Sasà”, cartone animato realizzato con Paolo Cardoni
- “I Fantanonni”, cartone animato realizzato con Alessandra De Martini

## Realizzazioni Software
- “Sintra”, software 3D per la modellazione, trasformazione e animazione di immagini tridimensionali
- Software per la messa in onda in tempo reale delle proiezioni delle elezioni politiche 1982 per RAI DUE
- “Leonardo”, software per la creazione di disegni intermedi nell'animazione 2D
- Nuova versione del Software per la messa in onda in tempo reale delle proiezioni delle elezioni politiche per RAI DUE
- “Graphico”, software per la creazione di grafici statistici